# Andrzej Maria Lewicki
Andrzej Maria Lewicki (ur. 1 listopada 1934 r. we Lwowie) – polski językoznawca, profesor w Zakładzie Językoznawstwa Ogólnego Instytutu Filologii Polskiej Wydziału Humanistycznego UMCS w Lublinie, były przewodniczący Komisji (dziś Sekcji) Frazeologicznej Komitetu Językoznawstwa PAN.

## Życiorys
Studiował polonistykę na Uniwersytecie Warszawskim. Po uzyskaniu stopnia magistra w 1956 r. zaczął pracę na uczelni, początkowo jako asystent, w 1967 – jako adiunkt. W latach 1969–1974 jeden z organizatorów Wyższej Szkoły Nauczycielskiej oraz dziekan Wydziału Humanistycznego. W latach 1974–1976 współtworzył Instytut Filologii Obcych na Uniwersytecie Śląskim. Po uzyskaniu habilitacji w 1976 r. podjął pracę na UMCS w Zakładzie Języka Polskiego Instytutu Filologii Polskiej. W latach 1976–1980 pełnił funkcję wicedyrektora. W roku 1986 powstał Zakład Językoznawstwa Ogólnego, którym Andrzej Maria Lewicki kierował aż do przejścia na emeryturę w 2005 r. Tytuł profesora nadzwyczajnego nauk humanistycznych uzyskał w roku 1987, a profesora zwyczajnego – w 1992.

## Zainteresowania naukowe
Jego obszar zainteresowań obejmuje językoznawstwo polskie, zwłaszcza w zakresie składni, językoznawstwo ogólne, frazeologię teoretyczną, statystykę lingwistyczną oraz dzieje językoznawstwa. Na początku swoje rozważania skupiał na gramatyce. W szczególności interesowały go problemy syntaktyczne, co znalazło wyraz w wielu jego publikacjach. Z czasem stał się wybitnym teoretykiem frazeologii, tworząc podstawy jednego z jej najbardziej znaczących paradygmatów – frazeologii syntaktycznej. Poświęcił frazeologii kilkadziesiąt studiów, zwłaszcza pracę Wprowadzenie do frazeologii syntaktycznej. Teoria zwrotów frazeologicznych, która zyskała status klasycznej w swojej dziedzinie. Jest też współautorem ważnego dla polskiej lingwistyki Słownika frekwencyjnego polszczyzny współczesnej, publikacji Słownictwo współczesnego języka polskiego oraz książki Z zagadnień frazeologii. Problemy leksykograficzne, wyznaczającej nowe standardy słownikowego opisu jednostek frazeologicznych.
Zorganizował i tworzył przez około 30 lat Komisję (dzisiaj – Sekcję) Frazeologiczną Komitetu Językoznawstwa PAN. Prace Komisji znalazły odzwierciedlenie w stworzonej i redagowanej przez Lewickiego serii wydawniczej Problemy Frazeologii Europejskiej.

## Najważniejsze publikacje naukowe
- Zdania wyrażające czynności i stany ludzkie bezosobiście (1964)
- Okolicznik a orzecznik (1969)
- Orzeczenie w formie wyrażenia przyimkowego jako znak relacji symetrycznej (1970)
- Problemy składni polskiej. Studia – dyskusje – polemiki (1971)
- Orzecznik przyimkowy w polskim języku współczesnym (1973)
- Wprowadzenie do frazeologii syntaktycznej. Teoria zwrotów frazeologicznych (1976)
- Studia z teorii frazeologii (2006)
- Studia z polskiej frazeologii (2009).

Współautor prac:
- Słownictwo współczesnego języka polskiego t. 1-5 (1974-1977)
- Z zagadnień frazeologii. Problemy leksykograficzne (1987)
- Encyklopedia językoznawstwa ogólnego (1999)
- Lexicon Grammaticorum. Who’s Who in the History of World Linguistics (2008)